# Cleome scaposa
Cleome scaposa är en paradisblomsterväxtart som beskrevs av Dc.. Cleome scaposa ingår i släktet paradisblomstersläktet, och familjen paradisblomsterväxter. Inga underarter finns listade i Catalogue of Life.